# Yelcho Rupes
L'Yelcho Rupes è una struttura geologica della superficie di Mercurio.